# پومپوئی-گارا

پومپوئی-گارا شهری در شهرستان پومپوئی در استان باله در بورکینافاسوی جنوبی است و جمعیت آن ۸۹۴ نفر است.